# Markus Feulner
Markus Feulner (nascut el 12 de febrer de 1982 en Scheßlitz) és un futbolista alemany que actualment juga de centrecampista pel 1. FC Nürnberg.

## Palmarès

### Bayern de Múnic
- Bundesliga: 2002–03
- DFB-Pokal: 2002-03

### Borussia Dortmund
- Bundesliga: 2010–11